# Hôpital européen Georges-Pompidou
Hôpital européen Georges-Pompidou (česky Evropská nemocnice Georgese Pompidoua) je fakultní nemocnice v Paříži, která je součástí Assistance publique – Hôpitaux de Paris (Veřejná služba – pařížské nemocnice) a slouží Univerzitě Paris V. Nachází se mezi ulicemi Rue Leblanc a Rue du Professeur-Florian-Delbarre v 15. obvodu. Nemocnice nese jméno bývalého francouzského prezidenta Georgese Pompidoua.

## Historie
Nemocnice vznikla v roce 2000 spojením několika pařížských zdravotnických zařízení: nemocnice Boucicaut (15. obvod), Broussais (14. obvod), Laennec (7. obvod) a Rothschildova orthopedicko-traumatologická služba. Všechny nemocnice byly přesunuty do nově vybudovaného komplexu, který navrhl francouzský architekt Aymeric Zublena.